# Sören Vogelsang

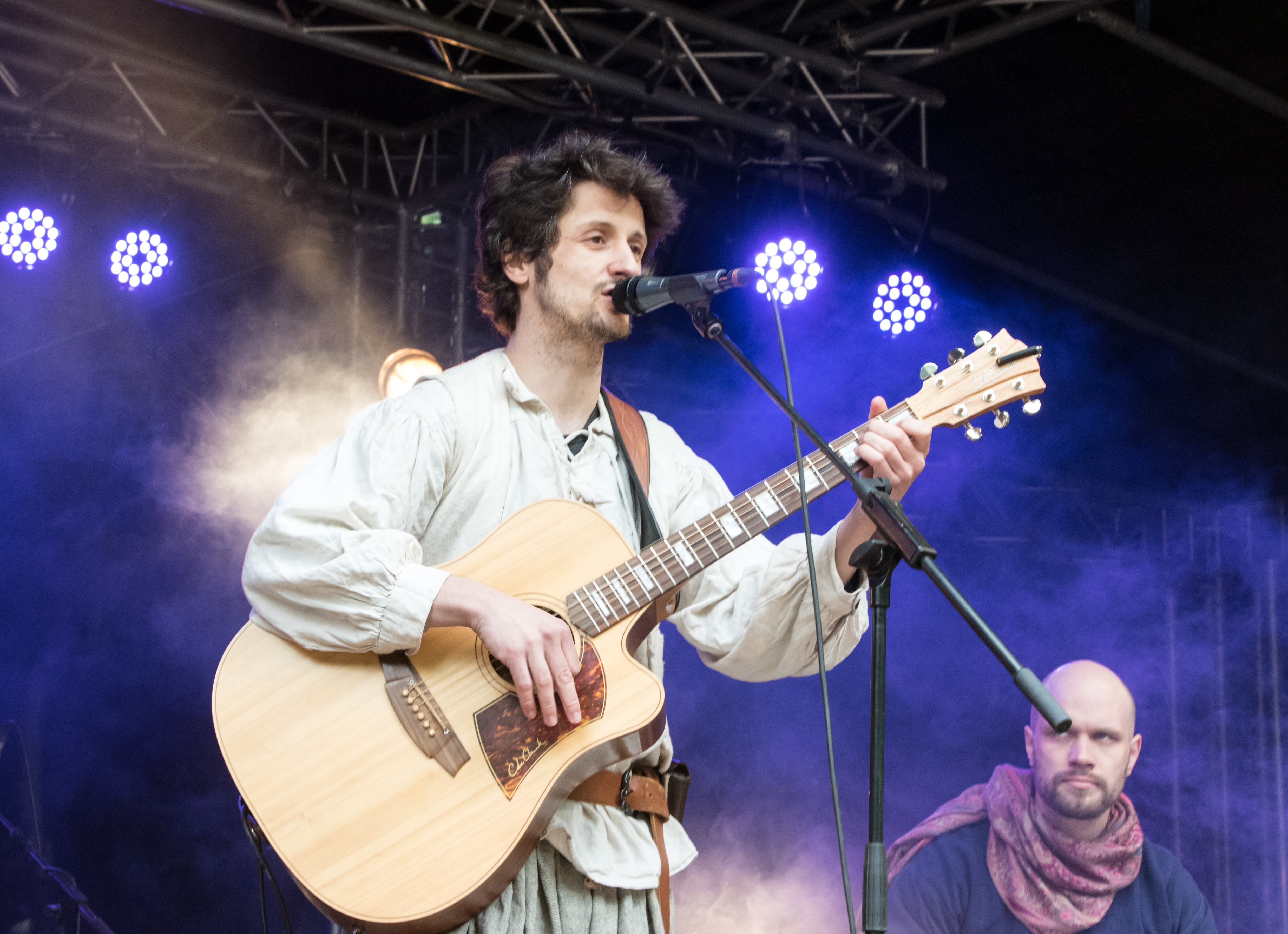
Sören Vogelsang bei Mittelalterlich Phantasie Spectaculum in Hohenwestedt

Sören Vogelsang (* 13. August 1984 in Bonn-Bad Godesberg) ist ein deutscher Musiker und Schauspieler.

## Musik
Als Barde Ranarion tritt er seit 2006 auf Mittelalterfestivals und Larp-Veranstaltungen auf. Seine Youtube-Videos machten ihn einem größeren Publikum bekannt. Zwischen 2007 und 2010 war er Mitglied der Mittelalterformation Adivarius. Zusammen mit der Gruppe nahm er 2009 das Album Spiegelwelt auf, zu dem er auch eigene Songs beisteuerte.
Mit Martin Spieß gründete er 2008 das Duo Das Niveau. Das Niveau veröffentlichte bislang drei Studioalben. 2011 erschien das Soloalbum Augenblick, das Sören komplett über Crowdfunding finanzierte. Neben eigenen Songs finden sich Neubearbeitungen mittelalterlicher Lieder sowie Coverversionen. Auf dem Album wirken einige bekannte Musiker mit, u. a. Su Ehlers von der Band Haggard sowie der Cellist B. Deutung.

## Schauspiel
Zwischen 2005 und 2008 absolvierte er ein Schauspielstudium am europäischen Theaterinstitut (E.T.I.) in Berlin. In dieser Zeit trat er als Komparse und Kleindarsteller in verschiedenen deutschen Fernseh- und Kinoproduktionen auf. Von 2008 bis 2010 war er Ensemblemitglied im Improvisationstheater Die Gorillas. Als Theaterschauspieler trat er unter anderem im Kindertheater akarena und am E.T.I.-Berlin auf. Außerdem spielte er den Musikanten Anselm in dem Stück Die Soester Fehde von Michael Zeller.

## Diskografie

### Adivarius
- 2009: Spiegelwelt, Megaphon Music GmbH

### Soloalben
- 2011: Augenblick, Selbstveröffentlichung
- 2016: Fernweh, Pretty Noice Records
- 2023: Optimismus Prime, Pretty Noice Records

### CD-Projekte
- 2017: LARP I, Pretty Noice Records
- 2019: LARP II, Pretty Noice Records
- 2024: Larp Vol. III, Pretty Noice Records

### Das Niveau
- 2010: Lose Album, Selbstveröffentlichung
- 2011: Volle Album, Selbstveröffentlichung
- 2012: Woniniwowa (Live-Album), Rodeostar
- 2013: Rockt!, Pretty Noice Records
- 2014: Niveauisationen I, Pretty Noice Records
- 2014: Reste von Morgen, Pretty Noice Records